# Пелікан рожевий
Пеліка́н роже́вий, баба рожева (Pelecanus onocrotalus) — вид птахів з родини пеліканових. В Україні гніздовий, перелітний птах, що занесено до Червоної книги України

## Загальні дані

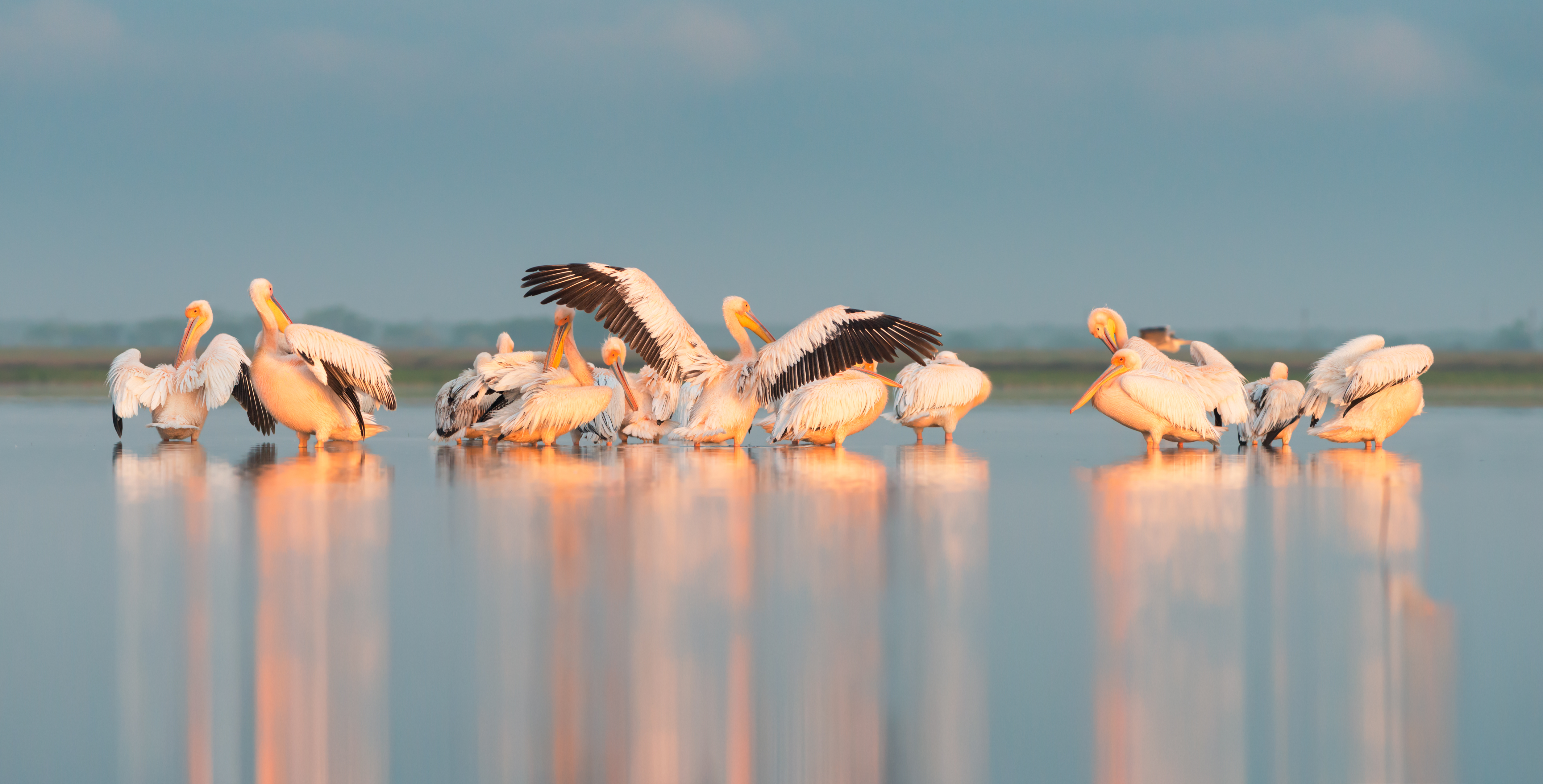
Рожеві пелікани у Національному парку «Тузловські лимани»

Пелікан рожевий (Pelecanus onocrotalus) — великий птах масою 10-12 кілограм, довжина крила у самців 70-75 см, у самиць — 64-69 см, розмах крил 1.7-2 метри. Пір'я дорослого птаха біле з рожевим відтінком. Махові пера крил чорні з білими стрижнями, при цьому другорядні махові світліші за першорядні. Навколо ока є неоперене кільце жовтого або сірого кольору, що змикається з неопереною вуздечкою. Окрім навколоочного кільця та вуздечки, неоперені також лоб та основа нижньої щелепи, а також, як у всіх пеліканів, горловий міхур. На голові в рожевого пелікана є гребінець з видовжених та загострених пер, але не такий великий, як у кучерявого пелікана. Статевий диморфізм в цього виду виражений слабо — самці та самиці зовні майже не відрізняються, тільки дещо за розміром (самці трохи крупніші). Молоді птахи (на першому році життя) сірувато-бурі з блакитним відливом на спині, без рожевих тонів в оперенні.

## Поширення

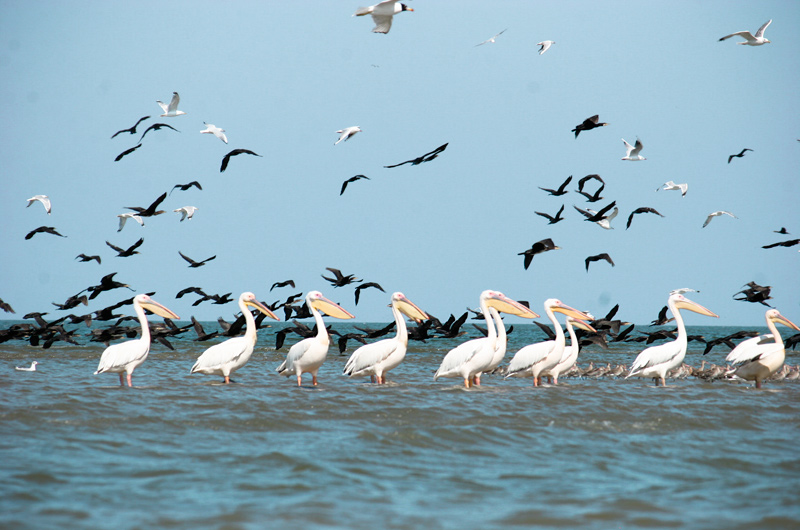
Рожеві пелікани в українській дельті Дунаю

На території України у 1-й половині 20 сторіччя невеликі колонії існували в пониззі річок, що впадають у Чорне та Азовське моря. Після Другої Світової війни гніздування на території України не спостерігалося, але починаючи з 2000 року поодинокі гнізда рожевого пелікану час від часу виявляються співробітниками Дунайського біосферного заповідника в українській частині дельти Дунаю.
За словами Івана Русєва, очільника природного парку «Тузлівські лимани», зграї пеліканів лишаються на території лиманів Джантшейський, Шагани, Алібей, та Бурнас, коли повертаються з зимівлі в Африці. Там вони відпочивають від довгого перельоту та поновлюють сили – один день чи кілька тижнів. 
На прольоті та влітку зустрічається в дельті Дунаю та на придунайських водоймах (лиман Сасик, придунайські прісноводні озера, та ін.), на лиманах у межиріччі Дністра і Дніпра, в районі Чорноморського Біосферного заповідника, біля берегів Кримського півострова, подекуди на азовському узбережжі. Ареал охоплює Європу (головним чином дельти Дунаю і Волги, оз. Манич-Гудило), Південно-Західну та центральну Азію, Екваторіальну Африку. Зимує у Південно-Східній Азії, Африці.

## Місця перебування
Гніздиться на великих слабкопроточних та стоячих прісних порослих очеретом водоймах, багатих на рибу; зрідка на солоних акваторіях без рослинності, з низькими острівцями. В період сезонних міграцій і літування використовує багаті на рибу відносно невеликі водойми та морські мілководдя.

## Чисельність
Загальна світова чисельність виду в теперішній час (2004 рік) оцінюється в розмірі 18000-19000 птахів.
В Україні звичайний, місцями численний у дельті Дунаю та на придунайських водоймах (у літньо-осінній період буває до 7000 особин, у найпридатніших місцях спостерігаються скупчення до 1500, іноді до 2000 особин). На схід від дельти Дунаю вздовж узбережжя Чорного та Азовського морів кількість птахів значно зменшується (але зустрічаються зграї понад 250 особин). Сезонний максимум чисельності в Україні припадає на серпень.

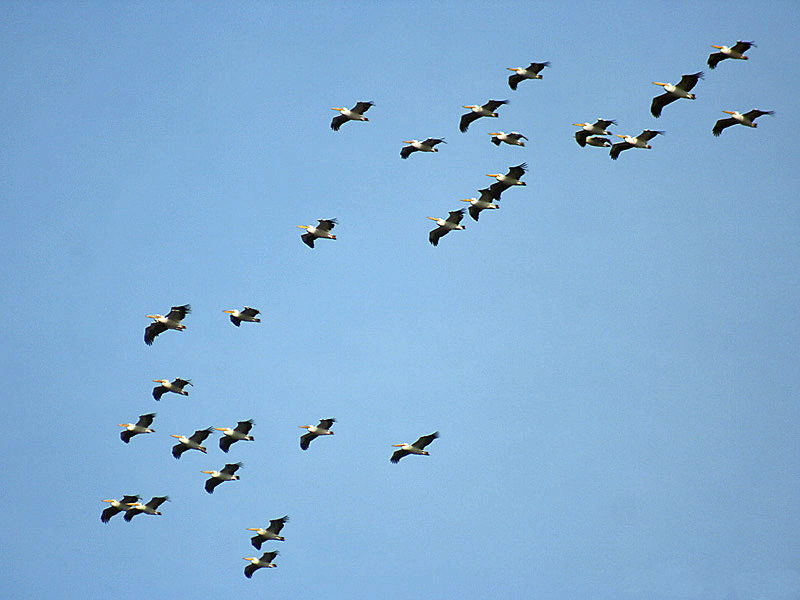
Зграя рожевих пеліканів у повітрі

## Причини зміни чисельності
Скорочення придатних для гніздування біотопів відбуваються внаслідок інтенсивного освоєння водойм та посилення фактора непокоєння, знищення птахів людиною, а також яєць та пташенят хижими ссавцями (лисиця, вовк, здичавілі собаки, єнот уссурійський, вепр).

## Особливості біології

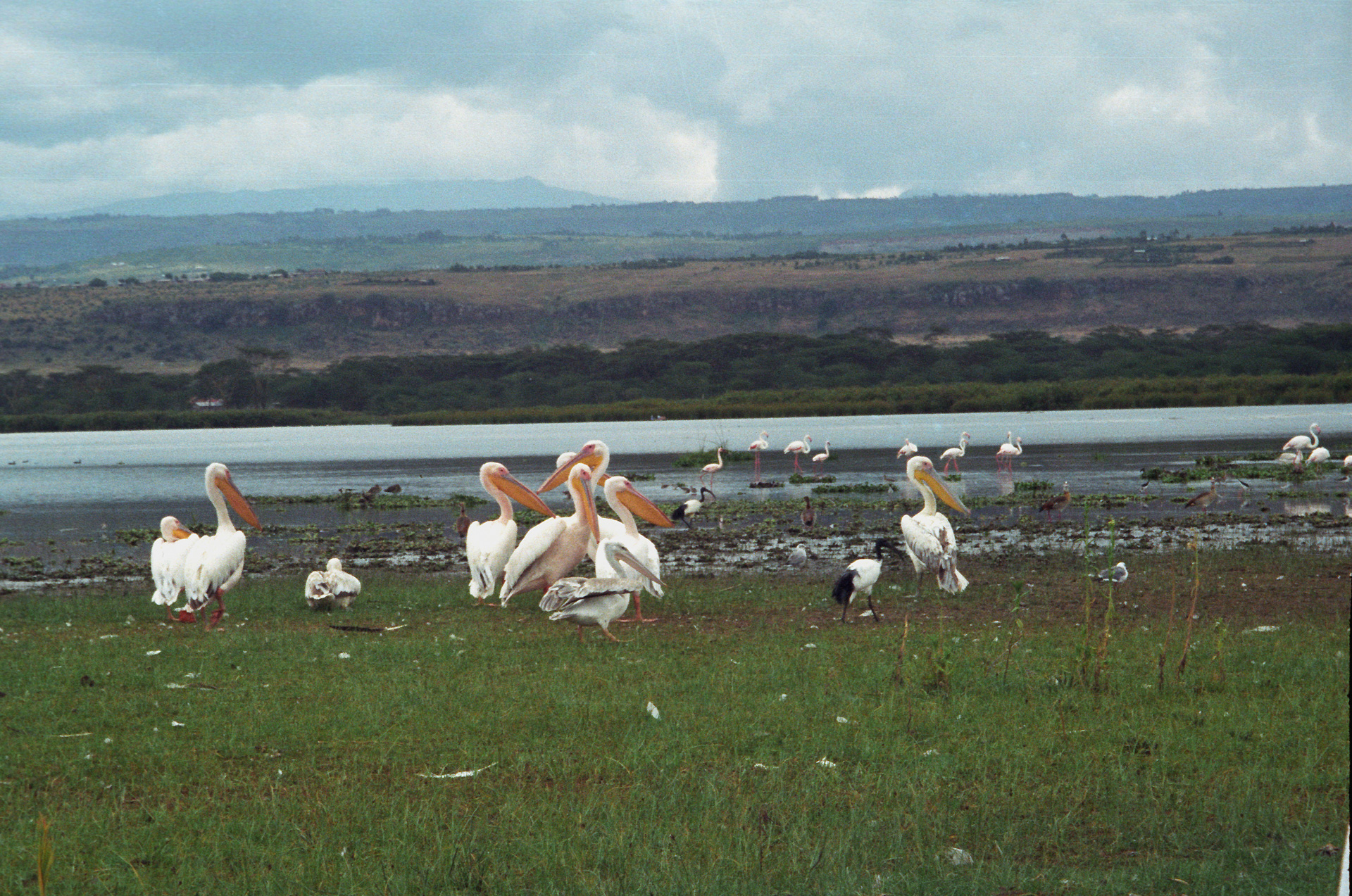
Рожеві пелікани, що годуються на мілководді на озері Найваша, Кенія

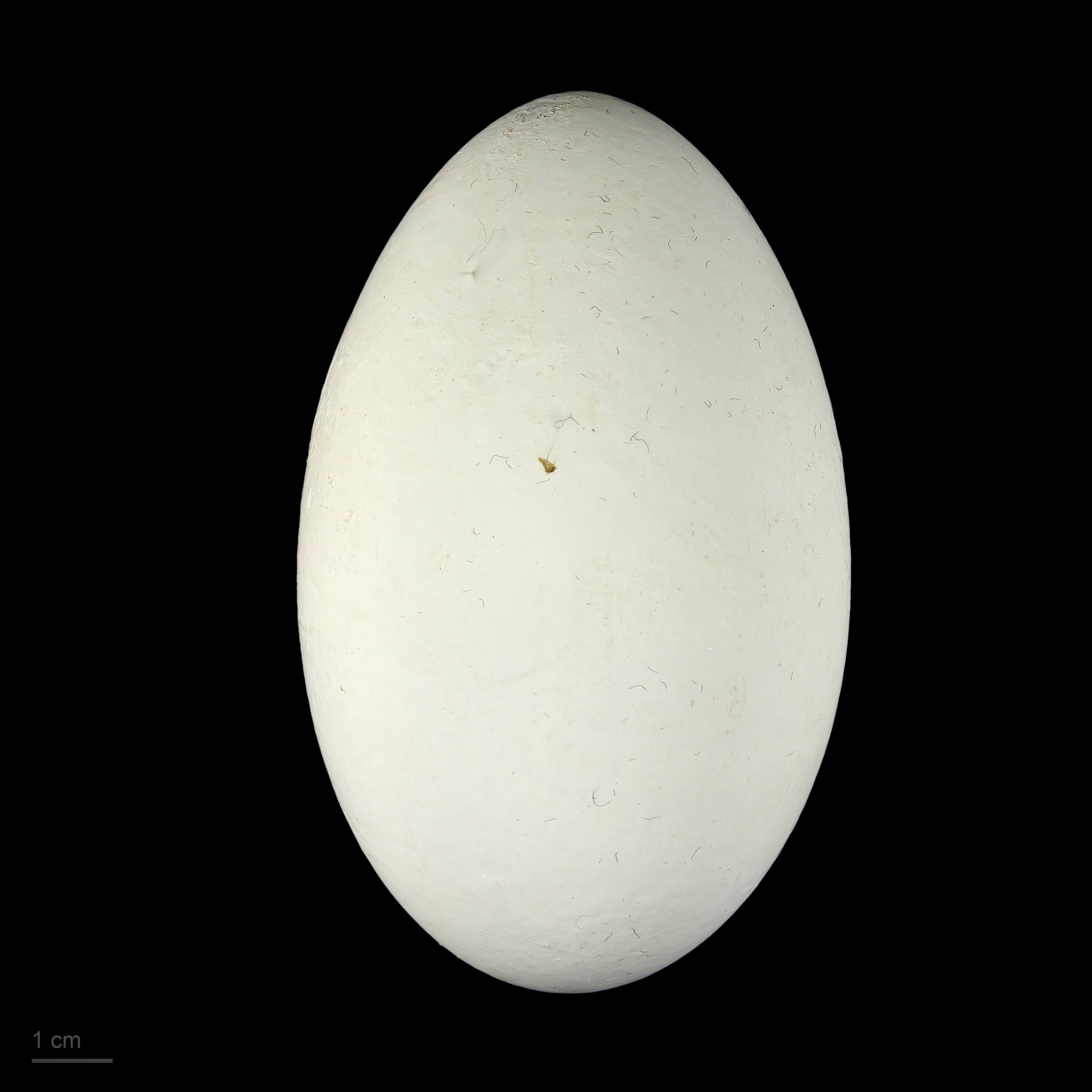
Яйце пелікана рожевого — Тулузький музей

Рожевий пелікан на території України — сезонний мігрант. В українській частині дельти Дунаю молоді пелікани з колоній румунської частини дельти (стають на крило в серпні) з'являються в середині вересня. Гніздиться колоніями від кількох десятків до багатьох сотень пар. Іноді утворює мішані поселення з пеліканом кучерявим та бакланом великим. Гнізда зі стебел очерету та інших рослин влаштовує на сплавинах біля відкритої води. Кладка з 2, рідше з 1-3 яєць. Яйця відносно невеликі: вагою 150—200 грам, 80-112 мм завдовжки, 50-75 мм завширшки, з товстою білою шкарлупою без плям. Насиджує переважно самиця 30-39 днів, на час годівлі на гнізді її замінює самець. Статевозрілим рожевий пелікан стає у 3-річному віці. Живиться майже винятково рибою. Пташенят віком до трьох тижнів годують обидва батьки, відригуючи напівперетравлену рибу в гніздо, доросліших — приносячи дрібну рибу в горловому міхурі.
Рожевий пелікан нездатний пірнати, тож полює на риб зазвичай вичерпуючи її дзьобом на мілині. Часто рожеві пелікани здійснюють колективне полювання на рибу, вишиковуючись у півкільце та заганяючи невеликі косяки риби на мілину. В такому полюванні подекуди можуть брати участь і баклани, пікіруючи згори на зграю риби і підганяючи її до пеліканів.

## Розмноження у неволі

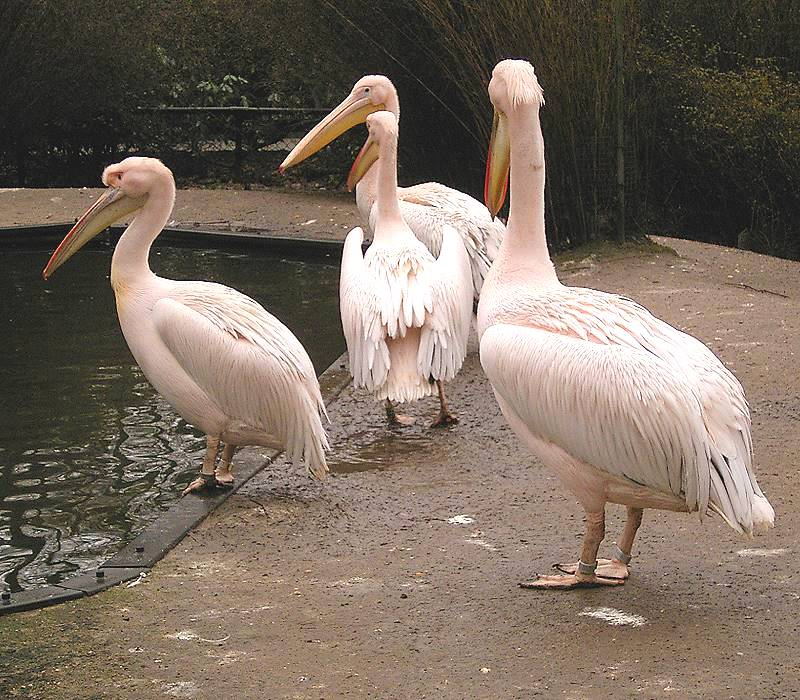
Молоді рожеві пелікани у зоопарку Burgers, Нідерланди

Є випадки одержання потомства в зоопарках України (Київ, м. Мена Чернігівської обл.). Розмножується в багатьох зоопарках світу.

## Заходи охорони
Вид занесено до Червоної книги України. Охороняється в Дунайському біосферному заповіднику (рекомендовано здійснити охоронний режим у повному обсязі, не використовувати акваторії заповідника для рибного господарства).